# Плавещина (Могилівська сільська громада)
Плаве́щина — село в Україні, у Могилівській сільській громаді Дніпровського району Дніпропетровської області. Площа — 0,677 км², домогосподарств — 62, населення — 144 особи.

## Географія
Село Плавещина знаходиться на відстані 0,5 км від сіл Новоселівка і Цибульківка. Навколо села кілька заболочених озер.

## Історія
У Дмитра Яворницького згадана під назвою Половнищине, що входило до Протовчанської паланки.

## Населення

### Мова
Розподіл населення за рідною мовою за даними перепису 2001 року:
| Мова       | Відсоток |
| ---------- | -------- |
| українська | 93,6 %   |
| російська  | 6,4 %    |